# Hurdegaryp

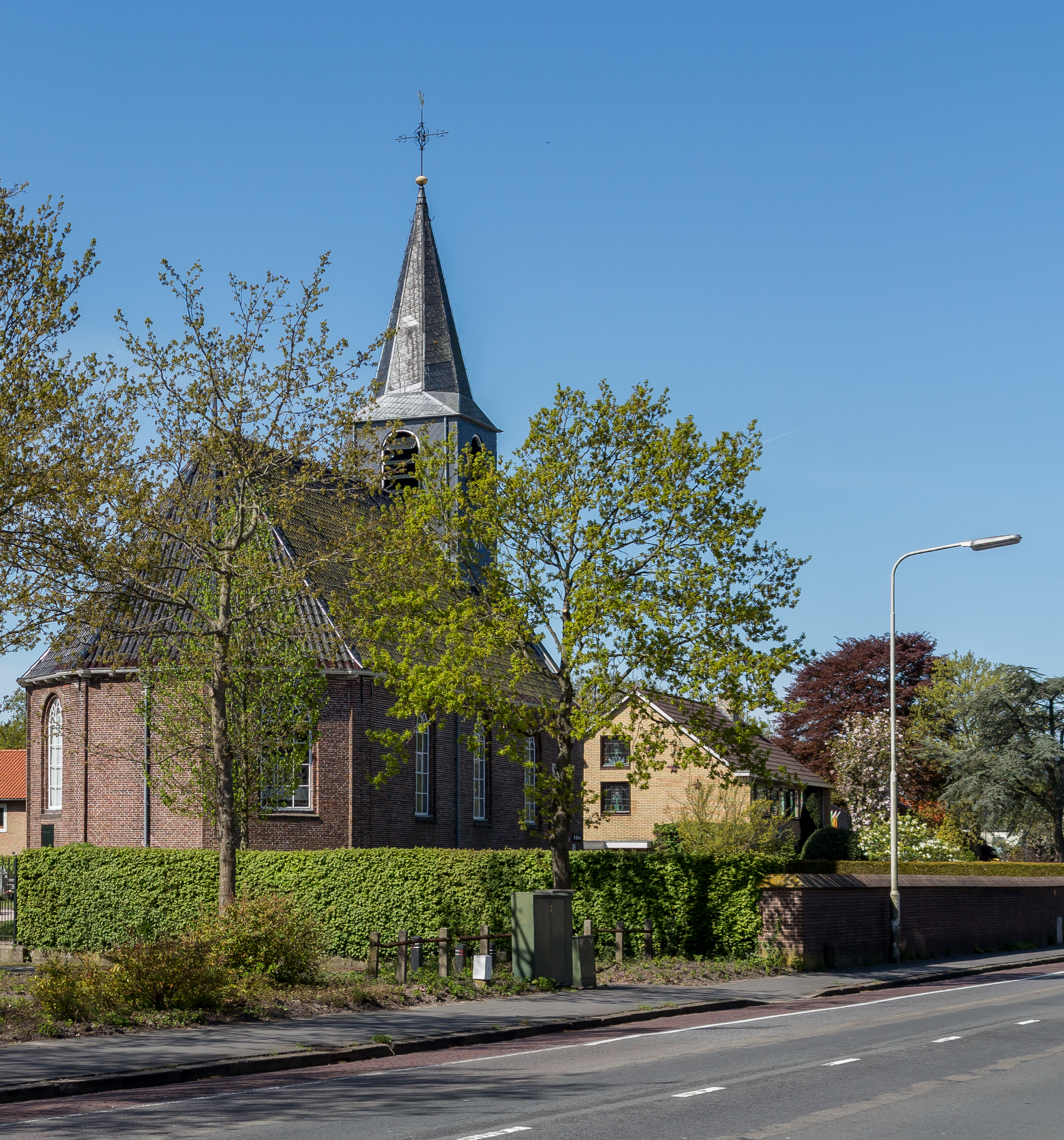
Hurdegarijp, Kirche (de Hofkerk)

Hurdegaryp (niederländisch Hardegarijp) ist ein niederländischer Ort mit rund 5095 Einwohnern (Stand: 1. Januar 2024). Er gehört zur Gemeinde Tytsjerksteradiel. Das Dorf hat einen Haltepunkt an der Bahnstrecke Leeuwarden–Groningen.
Der Name bedeutet im Friesischen möglicherweise „das harte Land auf einem schmalen Landstreifen“. Wobei der Untergrund tatsächlich aus Sandböden besteht. Erste Erwähnungen Hurdegaryps finden sich im 13. Jahrhundert.